# Guido Fischer (Wirtschaftswissenschaftler)
Guido August Maria Fischer (* 8. Juni 1899 in München; † 13. Oktober 1983 ebenda) war ein deutscher Wirtschaftswissenschaftler.

## Leben
Guido Fischer, der Sohn eines Reichsbahnamtmanns, nahm nach dem Abitur ein Studium an der Handelshochschule München auf, das er 1921 mit dem kaufmännischen Diplom abschloss. Nachdem er im darauffolgenden Jahr in Frankfurt zum Dr. rer. pol. promoviert wurde, erhielt er 1923 eine Dozentur an der Handelshochschule Mannheim.
Nach seiner 1927 erfolgten Habilitation an der Staatswissenschaftlichen Fakultät der Universität München, wurde ihm dort 1934 eine außerordentliche Professur der Wirtschaftswissenschaften übertragen. Fischer – er war Mitglied im BNSDJ – war während des Zweiten Weltkriegs als Leiter des Arbeitsstabes „Gruppenpreise beim Oberkommando der Wehrmacht“ eingesetzt. 1944 wurde er wegen „politischer Unzuverlässigkeit“ aus dem Universitätsdienst entlassen und zum Gefreiten degradiert.
1946 wurde Fischer in München zum außerordentlichen Professor sowie Leiter des von ihm gegründeten Instituts für Betriebswirtschaft und Sozialpraxis bestellt. Fischer, 1964 zum ordentlichen Professor ernannt, wurde 1968 emeritiert. Zusätzlich hatte Guido Fischer eine Gastprofessur an der Universität Kōbe inne. Guido Fischer, der seit 1949 die Zeitschrift Mensch und Arbeit herausgab, wurde mit dem Verdienstkreuz I. Klasse des Verdienstordens der Bundesrepublik Deutschland sowie mit der Bayerischen Staatsmedaille für soziale Verdienste ausgezeichnet. 
Während sich der politisch national und katholisch gesinnte Guido Fischer im NS-Staat der Wehrwirtschaft, insbesondere der Preisbildung in einer staatlich gelenkten Wirtschaft zuwandt, galt in der Folge sein wissenschaftliches Hauptaugenmerk dem Personalwesen.
In der Sowjetischen Besatzungszone bzw. in der DDR wurden seine im Leipziger Verlag Quelle & Meyer erschienenen Schriften Wehrwirtschaft (1936) und Einheits- und Gruppenpreise (1943) auf die Liste der auszusondernden Literatur gesetzt.

## Schriften
- Allgemeine Betriebswirtschaftslehre : Eine Einführung, 4. Auflage, Poeschel, Stuttgart, 1947.
- Mensch und Arbeit im Betrieb : Ein Beitrag zur sozialen Betriebsgestaltung, 2. erweiterte Auflage, Poeschel, Stuttgart, 1949.
- Christliche Gesellschaftsordnung und Sozialpraxis des Betriebes, Kerle, Heidelberg, 1950.
- Betriebliche Marktwirtschaftslehre, 2. erweiterte und neubearbeitete Auflage, Quelle & Meyer, Heidelberg, 1961.
- Politik der Betriebsführung, Poeschel, Stuttgart, 1962.
- Die Beteiligung von Mitarbeitern : Unternehmer stellen vor, wie ihre Mitarbeiter zu Mitunternehmern wurden; 12 Praxisbeispiele, Schilling-Verlag für Informationstechnik, Herne, 1973.
- Der Betrieb : Institution menschlicher Ordnung, Edition Interfrom, Zürich 1975.